# アラグイタ
アラグイタ (Araguita) は、ベネズエラのミランダ州アセベド市西部にある町である。行政上はアラグイタ区をなす。トゥイ川の北岸、アラグイタ川のほとりにあり、トゥイ盆地とバルロベント平野を結ぶ位置にある。
インディオにキリスト教を広めることを名目にしたインディオ教化村として設けられた。18世紀には黒人奴隷を使ったカカオの農園があり、人口887人を数えた。
独立後、20世紀にはアセベド郡のアラグイタ市の市庁所在地になり、1980年代に郡が市に移行してアセベド市アラグイタ区に属した。

## 注
1. ↑  Jose Marcial Ramos Guedez, Historia del Estado Miranda, Ediciones de la Presidencia de la Republica, Caracas, 1981, p50, p61